# Samba d'Or
Samba d'Or ("Samba Guld") er en pris, der gives til den bedste brasilianske fodboldspiller i Europa, uddelt af Sambafoot Association. Den første pris blev uddelt i 2008.
Vinderen af Samba d'Or udvælges af tre parter: Sambafoot Association, elleve brasilianske fodboldspillere og stemmer fra internetbrugere. 30 kandidater var nomineret i 2008. Afstemningen fandt sted den 1.-30. december 2008. Vinderen i 2008 var AC Milans midtbanespiller Kaká. Manchester Citys Robinho og Sevilla FCs Luis Fabiano fik hhv. anden- og tredjepladser. Kaká fik 25% af stemmerne, Robinho 14% og Fabiano 13%.

## References
1. ↑  "5 pensionnaires de la Liga nominés pour le Samba d'Or" (fransk). Arkiveret fra originalen 11. december 2008. Hentet 20. december 2009.
2. ↑  "A trophy made for him". Arkiveret fra originalen 1. juni 2009. Hentet 20. december 2009.
3. ↑  "2008 Samba Gold Results". Arkiveret fra originalen 4. juni 2009. Hentet 20. december 2009.
4. ↑  "Sevilla FC: Luis Fabiano, Tercero en el Samba Gold 2008". Noticias (spansk).